# Derostichus
Derostichus is een geslacht van kevers uit de familie van de loopkevers (Carabidae). De wetenschappelijke naam van het geslacht is voor het eerst geldig gepubliceerd in 1859 door Motschulsky.

## Soorten
Het geslacht Derostichus omvat de volgende soorten:
- Derostichus caucasicus Motschulsky, 1859
- Derostichus meurguesae Ledoux, 1972